# Anodocheilus
Anodocheilus is een geslacht van kevers uit de familie  waterroofkevers (Dytiscidae).
Het geslacht is voor het eerst wetenschappelijk beschreven in 1841 door Babington.

## Soorten
Het geslacht omvat de volgende soorten:
- Anodocheilus bellitae Young, 1974
- Anodocheilus elenauerae Young, 1974
- Anodocheilus elizabethae Young, 1974
- Anodocheilus exiguus (Aubé, 1838)
- Anodocheilus florencae Young, 1974
- Anodocheilus francescae Young, 1974
- Anodocheilus germanus (Sharp, 1882)
- Anodocheilus guatemalensis (Zaitzev, 1910)
- Anodocheilus janae Young, 1974
- Anodocheilus lenorae Young, 1974
- Anodocheilus maculatus Babington, 1841
- Anodocheilus oramae Young, 1974
- Anodocheilus phyllisae Young, 1974
- Anodocheilus ruthae Young, 1974
- Anodocheilus sarae Young, 1974
- Anodocheilus silvestrii (Régimbart, 1903)
- Anodocheilus villae Young, 1974
- Anodocheilus virginiae Young, 1974